# Peter Douris
Peter William Douris (* 19. Februar 1966 in Toronto, Ontario) ist ein ehemaliger kanadischer Eishockeyspieler und -trainer, der im Verlauf seiner aktiven Karriere zwischen 1983 und 2002 unter anderem 348 Spiele für die Winnipeg Jets, Boston Bruins, Mighty Ducks of Anaheim und Dallas Stars in der National Hockey League (NHL) auf der Position des rechten Flügelstürmers bestritten hat. Zudem absolvierte Douris weitere 220 Partien für den EV Landshut und die München Barons in der Deutschen Eishockey Liga (DEL). Mit den München Barons gewann er im Jahr 2000 die Deutsche Meisterschaft.

## Karriere
Peter Douris begann seine Karriere als Eishockeyspieler in der Mannschaft der University of New Hampshire, für die er von 1983 bis 1985 in der National Collegiate Athletic Association(NCAA) aktiv war. In diesem Zeitraum wurde er im NHL Entry Draft 1984 in der zweiten Runde als insgesamt 30. Spieler von den Winnipeg Jets ausgewählt, für die er in der Saison 1985/86 sein Debüt in der National Hockey League (NHL) gab, wobei er in elf Spielen punkt- und straflos blieb. Den Großteil der Spielzeit hatte er allerdings im kanadischen Eishockeyverband Hockey Canada verbracht. Anschließend war der Stürmer in der Spielzeit 1986/87 bei Winnipegs Farmteam aus der American Hockey League (AHL), den Canadiens de Sherbrooke, mit denen er im Finale um den Calder Cup den Rochester Americans unterlag.
Nachdem der Angreifer in der folgenden Saison hauptsächlich für das neue AHL-Farmteam der Jets, die Moncton Hawks, aufgelaufen war, wurde er Ende September 1988 im Tausch für Kent Carlson, ein Zwölftrunden-Wahlrecht im NHL Entry Draft 1989 und ein Viertrunden-Wahlrecht im NHL Entry Draft 1990 an die St. Louis Blues abgegeben. In der Saison 1988/89 jedoch nur für deren Farmteam aus der International Hockey League (IHL), die Peoria Rivermen, zum Einsatz. Am 27. Juni 1989 erhielt Douris einen Vertrag als Free Agent bei den Boston Bruins, für die er die folgenden vier Jahre in der NHL auf dem Eis stand. Gleich in seinem ersten Spiel für die Bruins, am 5. Oktober 1989 gegen die Pittsburgh Penguins, gelang Douris sein erstes NHL-Tor. Anschließend verbrachte er drei Spielzeiten bei deren Ligarivalen Mighty Ducks of Anaheim, ehe er von 1996 bis 1998 fast ausschließlich in der IHL für die Milwaukee Admirals und die Michigan K-Wings spielte. Einzig in der Saison 1997/98 wurde der Flügelspieler in einem Spiel von den Dallas Stars in der NHL eingesetzt.
Im Sommer 1998 wechselte der Kanadier zum EV Landshut in die Deutsche Eishockey Liga (DEL). Als diese im Anschluss an die Saison 1998/99 ihre DEL-Lizenz verkauften, schloss sich Douris den neu gegründeten München Barons an, mit denen er in der Spielzeit 1999/2000 die Deutsche Meisterschaft gewann. Im folgenden Spieljahr erreichte der ehemalige kanadische Juniorennationalspieler erneut mit den Barons das Finale um die Deutsche Meisterschaft, unterlag mit seiner Mannschaft jedoch den Adler Mannheim. Im Anschluss an die Saison 2001/02 beendete der 36-Jährige seine aktive Karriere. In der Saison 2013/14 betreute Douris die zweite Mannschaft des dänischen Klubs Sønderjysk Elitesport in der zweitklassigen 1. division als Cheftrainer.

### International
Für Kanada nahm Douris an der Junioren-Weltmeisterschaft 1986 teil, bei der er mit seiner Mannschaft den zweiten Platz belegte und Silber gewann. In sieben Spielen steuerte er sechs Punkte zum Medaillengewinn bei.

## Erfolge und Auszeichnungen
- 1986 Silbermedaille bei der Junioren-Weltmeisterschaft
- 2000 Deutscher Meister mit den München Barons
- 2001 Deutscher Vizemeister mit den München Barons
- 2002 Teilnahme am DEL All-Star Game

## Karrierestatistik

### International
Vertrat Kanada bei:
- Junioren-Weltmeisterschaft 1986

(Legende zur Spielerstatistik: Sp oder GP = absolvierte Spiele; T oder G = erzielte Tore; V oder A = erzielte Assists; Pkt oder Pts = erzielte Scorerpunkte; SM oder PIM = erhaltene Strafminuten; +/− = Plus/Minus-Bilanz; PP = erzielte Überzahltore; SH = erzielte Unterzahltore; GW = erzielte Siegtore; 1 Play-downs/Relegation; Kursiv: Statistik nicht vollständig)